# Ybbs
L'Ybbs és un riu de la Baixa Àustria, i a Àustria també és la manera comú amb què hom es refereix a la petita vila d'Ybbs an der Donau.
Les seves fonts es troben a Zellerrain Pass, prop de Mariazell. El riu és anomenat el Weiße Ois al seu començament; des de la frontera Estíria a la Baixa Àustria fins a Lunz am See és anomenat Ois, i des d'aquí fins a la confluència amb el Danubi a Ybbs an der Donau, és anomenat l'Ybbs.
L'Ybbs segueix un curs sinuós, i flueix al llarg d'uns 130 km, en direcció sud-nord. Al llarg del curs fluvial hi ha molts establiments industrials de metall i fusta.
Les ciutats més importants al llarg de l'Ybbs són Lunz am See, Göstling an der Ybbs, Hollenstein an der Ybbs, Opponitz, Ybbsitz, Waidhofen an der Ybbs, Amstetten, i Ybbs an der Donau.